# 굴자릴랄 난다

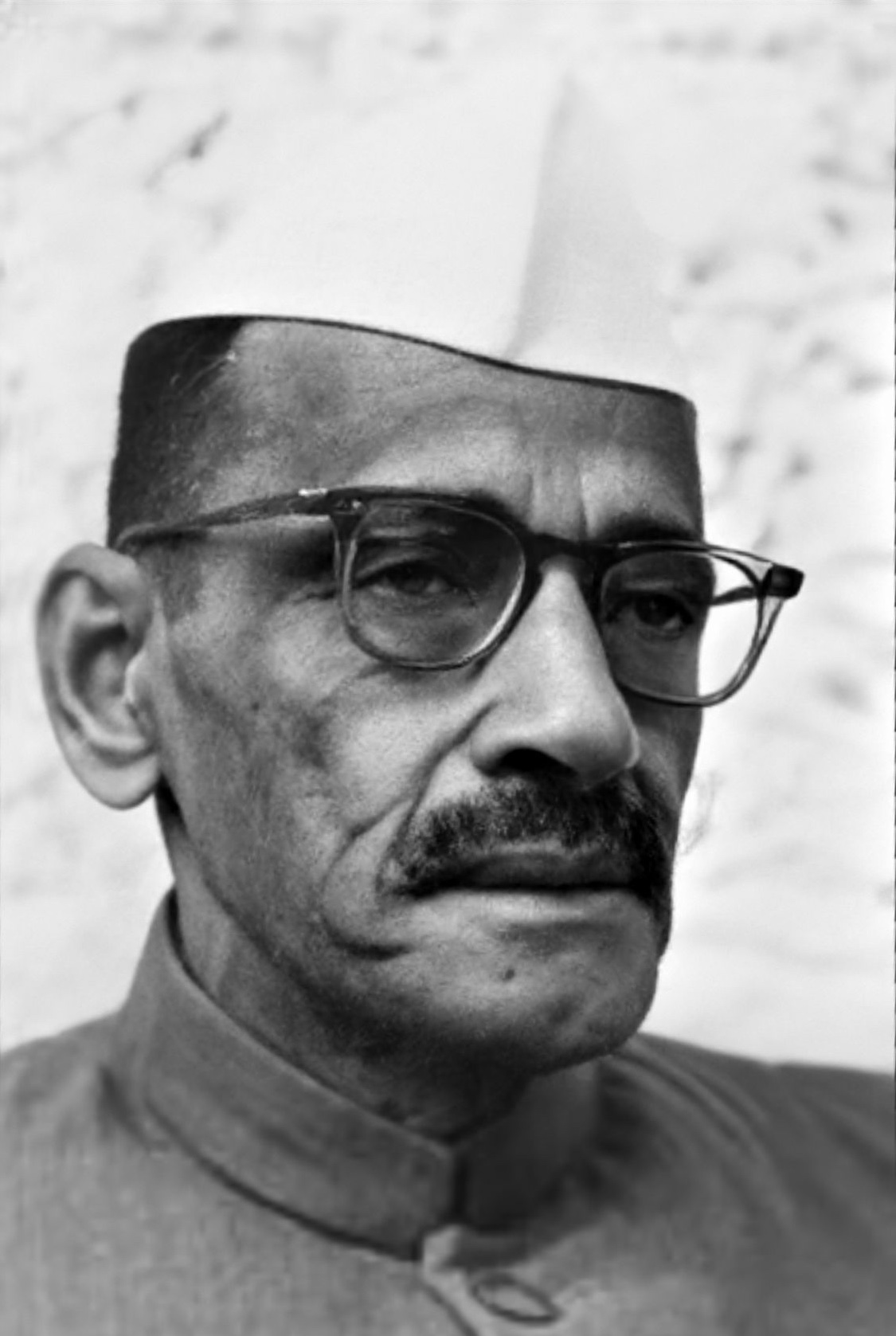
굴자릴랄 난다

굴자릴랄 난다(영어: Gulzarilal Nanda, 1898년 7월 4일 ~ 1998년 1월 15일)는 인도의 경제학자, 노동 전문가, 정치인이었다. 1963년부터 1966년까지 인도 내무부 장관을 역임했으며, 1964년 자와할랄 네루 사후, 1966년 랄 바하두르 샤스트리 사후에 잠시 인도의 총리직을 대행했다. 둘 다 총선에서 인도 국민회의가 승리하면서 권한대행에서 물러났으며, 1997년 인도 최고 시민상인 바라트 라트나를 수상 받았다.